# Третє око

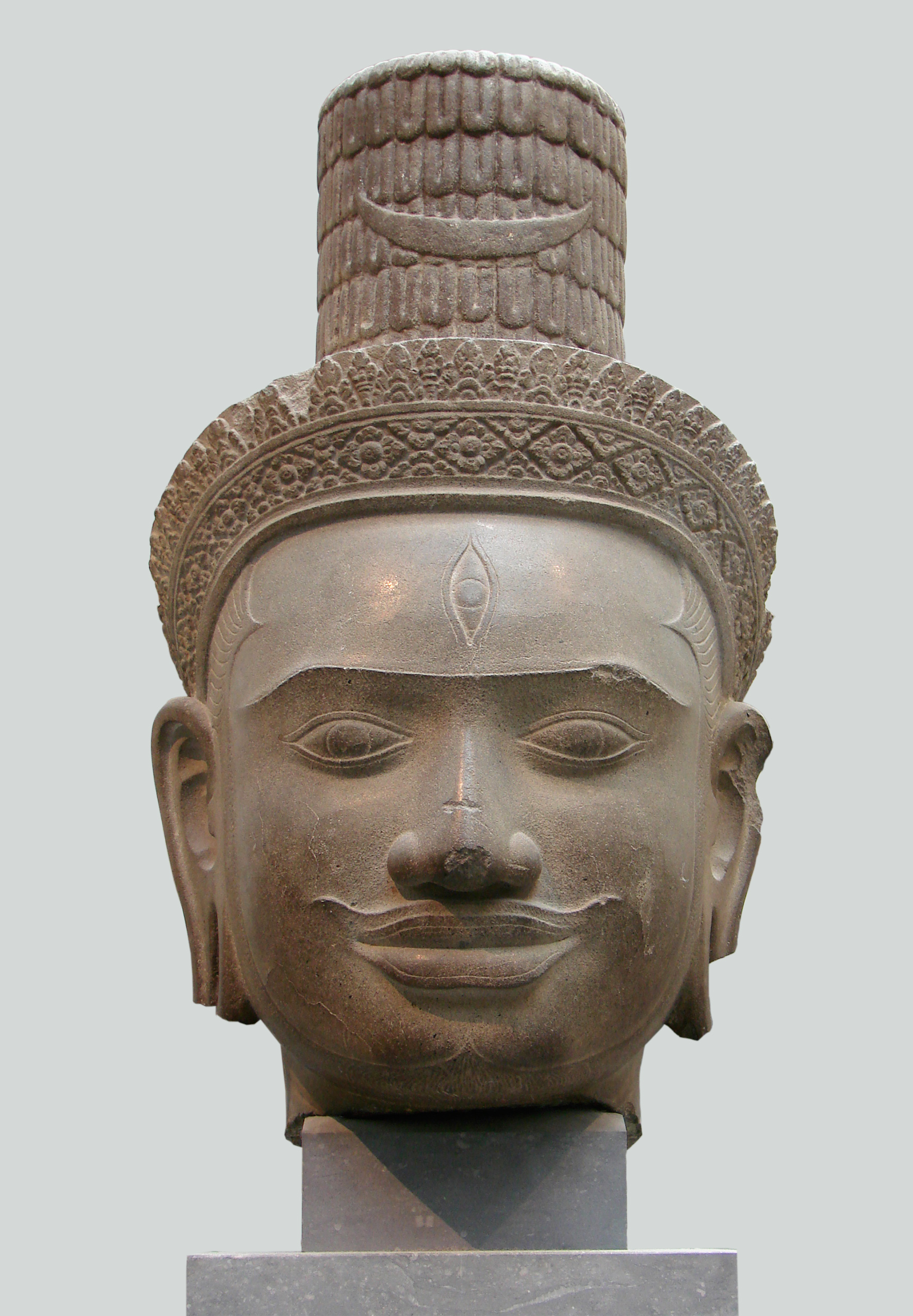
Камбоджійська голова Шиви показує третє око.

Третє око (також відоме як внутрішнє око) — містична й езотерична концепція, що вживається у деяких дхармічних духовних традиціях, зокрема в індуїзмі. Пізніше прийнята християнськими містиками та спіритуалістами, а також представниками інших релігійних конфесій.
В індуїзмі третє око є «брамою», що веде до внутрішніх світів та вищої свідомості. 
У християнському містицизмі цей термін використовується в широкому сенсі для позначення недуалістичної перспективи.
В духовному нью-ейджі, третє око символізує просвітлення та виклик образів, що мають глибоке особисте духовне або психологічне значення. Часто асоціюється з видіннями, ясновидінням (яке охоплює можливість спостерігати чакри і аури), прекогніцією та позатілесним досвідом. 